# Сенченко, Владимир Петрович
Влади́мир Петро́вич Се́нченко (1922—1994) — генерал-майор Советской Армии, участник Великой Отечественной войны, Герой Советского Союза (1945).

## Биография

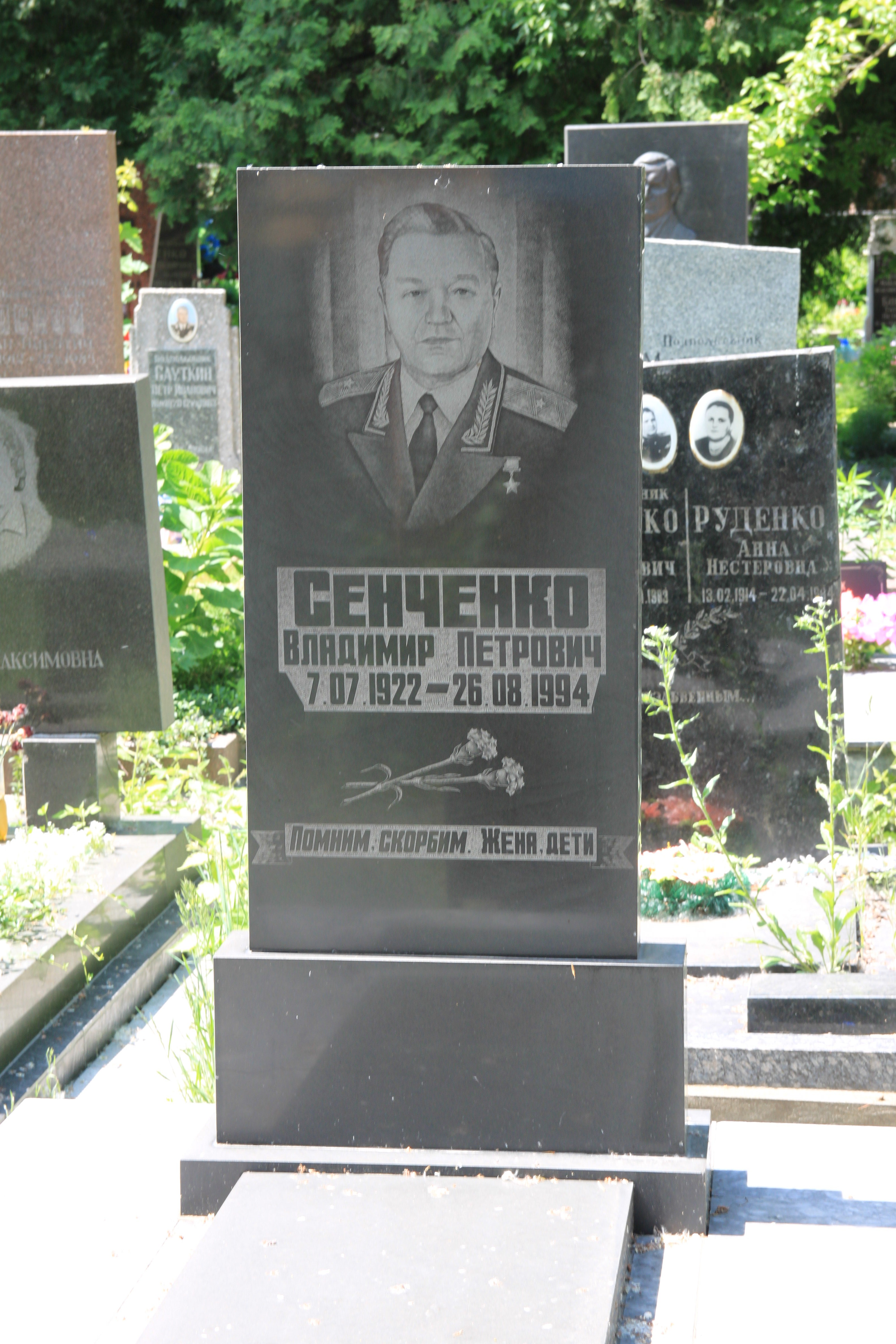
Могила Сенченко на Лукьяновском военном кладбище Киева.

Владимир Сенченко родился 7 июля 1922 года в Дербенте. Окончил десять классов школы. В 1940 году Сенченко был призван на службу в Рабоче-крестьянскую Красную Армию. В 1941 году он окончил Качинскую военную авиационную школу пилотов. С 1942 года — на фронтах Великой Отечественной войны. Принимал участие в боях на Калининском, 1-м Прибалтийском, 3-м Белорусском, 1-м Украинском фронтах.
К концу войны гвардии капитан Владимир Сенченко был штурманом эскадрильи 1-го гвардейского истребительного авиаполка 7-й гвардейской истребительной авиадивизии 2-го истребительного авиакорпуса 2-й воздушной армии 1-го Украинского фронта. За время своего участия в боях он совершил 224 боевых вылетов, сбив 13 вражеских самолётов лично и ещё 4 — в составе группы.
Указом Президиума Верховного Совета СССР от 27 июня 1945 года за «мужество и героизм, проявленные в воздушных боях с немецкими захватчиками» гвардии капитан Владимир Сенченко был удостоен высокого звания Героя Советского Союза с вручением ордена Ленина и медали «Золотая Звезда» за номером 7703.
После окончания войны Сенченко продолжил службу в Советской Армии. В 1955 году он окончил Военно-воздушную академию, в 1960 году — курсы переподготовки при Военно-политической академии имени Ленина. В 1979 году в звании генерал-майора Сенченко был уволен в запас. Проживал в Киеве. Умер 26 августа 1994 года, похоронен на Лукьяновском военном кладбище Киева.
Был также награждён орденом Красного Знамени, двумя орденами Отечественной войны 1-й степени, орденами Красной Звезды и «За службу Родине в Вооружённых Силах СССР» 3-й степени, рядом медалей.

## Память
Имя В.П. Сенченко носит одна из улиц г. Дербент.